# Clément Boyer

a Compétitions nationales et continentales officielles uniquement.

b Matchs officiels uniquement.
Clément Boyer, né le 27 juillet 1994, est un joueur de rugby à XIII français évoluant au poste de pilier. Il débute à Toulouse puis effectue des piges à Halifax et Albi avant de retourner à Toulouse. Avec ce dernier il remporte deux titres de Championnat de France (2014 et 2015) et une Coupe de France (2014), il participe à l'intégration de Toulouse dans le championnat anglais en disputant la League One puis le Championship. En 2015, il fait ses débuts en équipe de France et est sélectionné avec celle-ci pour la Coupe du monde 2017.

## Biographie
Il est retenu dans la liste des vingt-quatre joueurs sélectionnés pour disputer la Coupe du monde 2017.
En 2021, dans le cadre d'une rencontre de préparation des Dragons Catalans, il est sélectionné dans le XIII du Président réunissant les meilleurs éléments du Championnat de France.

## Palmarès
- Collectif :
  - Vainqueur du Championship : 2021 (Toulouse).
  - Vainqueur du Championnat de France : 2014, 2015 (Toulouse), 2022 et 2024 (Carcassonne).
  - Vainqueur de la Coupe de France : 2014 (Toulouse) et 2023 (Carcassonne).
  - Finaliste du Championnat de France : 2023 et 2025 (Carcassonne).

### Détails en sélection
| 1. | 22 mai 2015       | Serbie         | 68-8  | Amical         | Remplaçant      | 4 | 1 | - | - |
| 2. | 17 octobre 2015   | Irlande        | 31-14 | Amical         | Remplaçant      | - | - | - | - |
| 3. | 24 octobre 2015   | Angleterre     | 4-84  | Amical         | Remplaçant      | - | - | - | - |
| 4. | 13 octobre 2017   | Jamaïque       | 34-12 | Amical         | Remplaçant      | - | - | - | - |
| 5. | 29 octobre 2017   | Liban          | 18-29 | Coupe du monde | Remplaçant      | 0 | - | - | - |
| 6. | 24 septembre 2023 | Serbie         | 78-10 | Test-match     | Troisième ligne | - | - | - | - |
| 7. | 22 octobre 2024   | Ukraine        | 74-8  | Qualif. CM     | Pilier          | - | - | - | - |
| 8. | 26 novembre 2024  | Pays de Galles | 48-6  | Qualif. CM     | Remplaçant      | - | - | - | - |